# Trần Thị Hiên
Trần Thị Hiên (sinh ngày 3 tháng 1 năm 1965 tại xã Thái Bảo, huyện Gia Bình, Bắc Ninh) là đại biểu Quốc hội Việt Nam khóa X. Bà thuộc đoàn đại biểu Bắc Ninh.
Tên thường gọi: Trần Thị Hiên
Ngày sinh: 3/1/1965
Giới tính: Nữ
Dân tộc: Kinh
Tôn giáo: Không
Quê quán: Xã Thái Bảo, huyện Gia Lương, Bắc Ninh
Trình độ chuyên môn: Cao đẳng Lịch sử
Nghề nghiệp, chức vụ: Giáo viên Trường PTTH cơ sở Thái Bảo, Cán bộ Hội phụ nữ tỉnh Bắc Ninh
Nơi làm việc: Trường PTTH cơ sở Thái Bảo
Nơi ứng cử: Bắc Ninh
Đại biểu Quốc hội khoá: X
Đại biểu chuyên trách: Không
Đại biểu Hội đồng Nhân dân: Không